# Propriétés du Sénat
Les  Propriétés du Sénat (en finnois : Senaatti-kiinteistöt ; en suédois : Senatfastigheter) sont une entreprise publique de l’État finlandais qui gère la majorité des propriétés immobilières de la République de Finlande. L'organisme succède à la direction des bâtiments de Finlande,.

## Présentation
Les Propriétés du Sénat sont une entreprise d'État dépendant du ministère des Finances de Finlande, qui fournit des services immobiliers principalement aux clients de l’administration publique.
Ses services de base sont la location de locaux, les investissements immobiliers, le développement et la gestion d'actifs immobiliers.
Ses clients sont notamment des agences publiques, des instituts de recherche et culturels, des prisons et le ministère de la défense.
Le siège des propriétés du Sénat est situé dans le quartier de Sörnäinen à Helsinki.
L'institution a des bureaux dans douze villes de Finlande.

## Historique

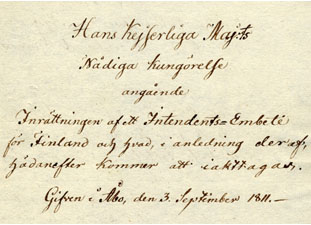
Déclaration faite le 3 septembre 1811 par le Tsar Alexandre Ier de Russie pour établir le Bureau de l'intendant

.

## Galerie de bâtiments gérés

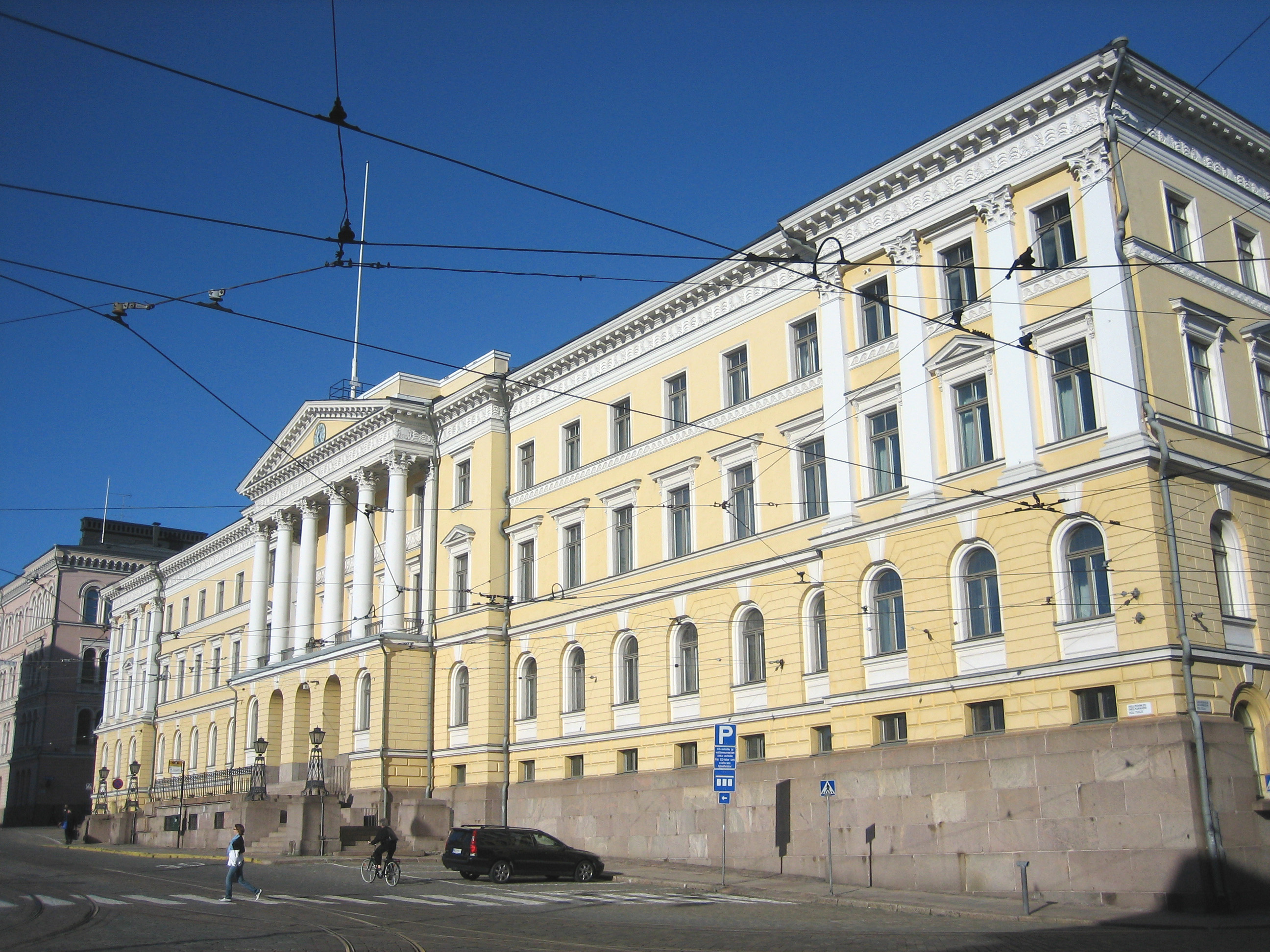
Le Palais du Conseil d'État, Place du Sénat.
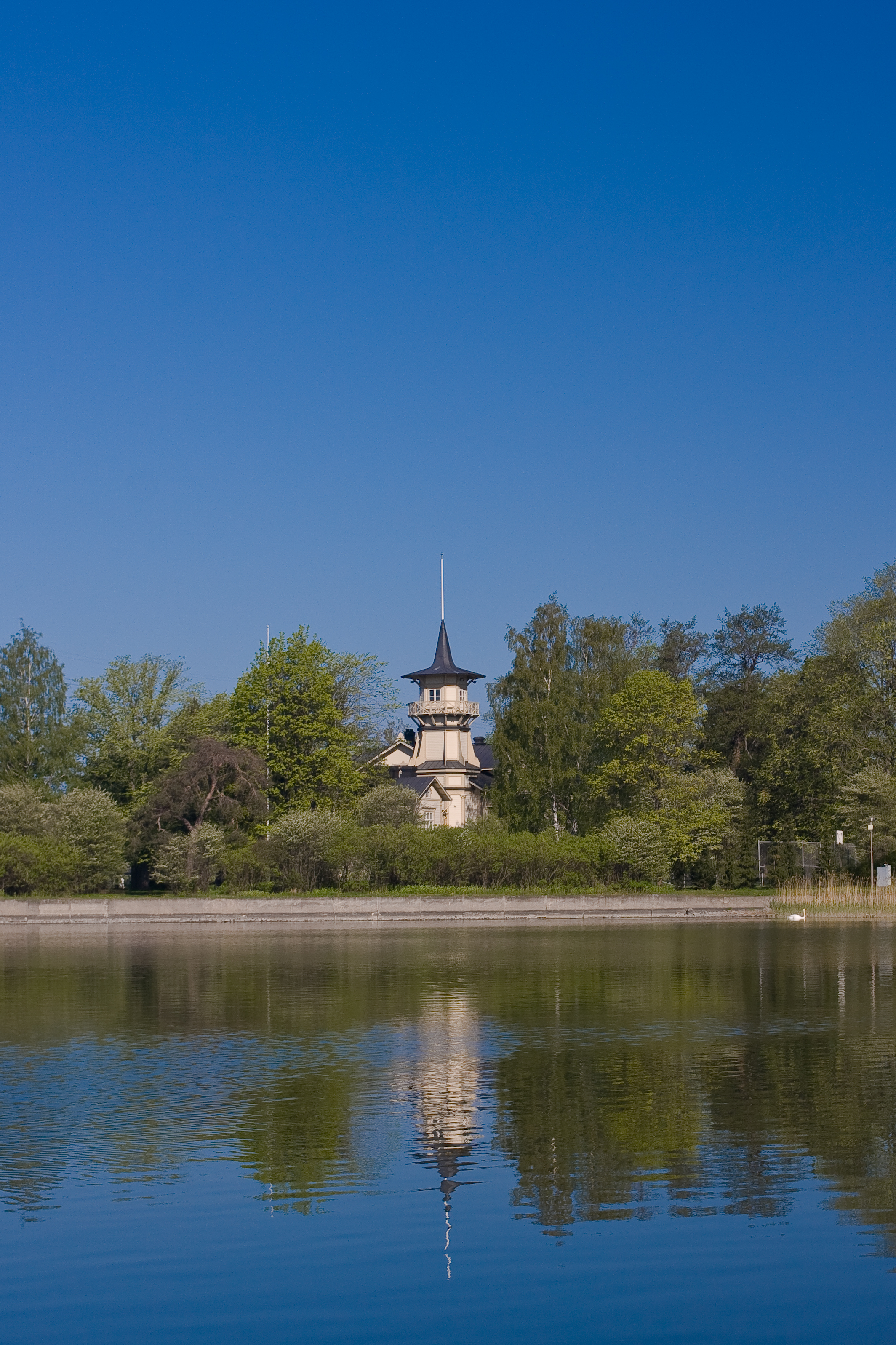
Kesäranta, la résidence officielle du Premier Ministre de Finlande, à Meilahti.
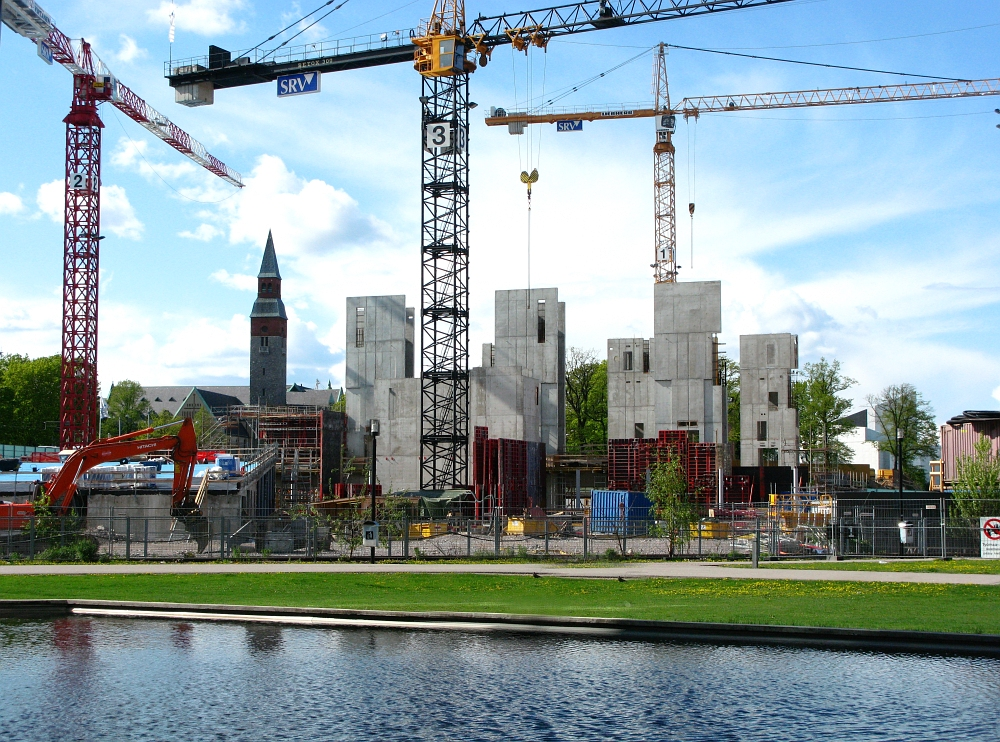
Construction de la Maison de la Musique d'Helsinki.
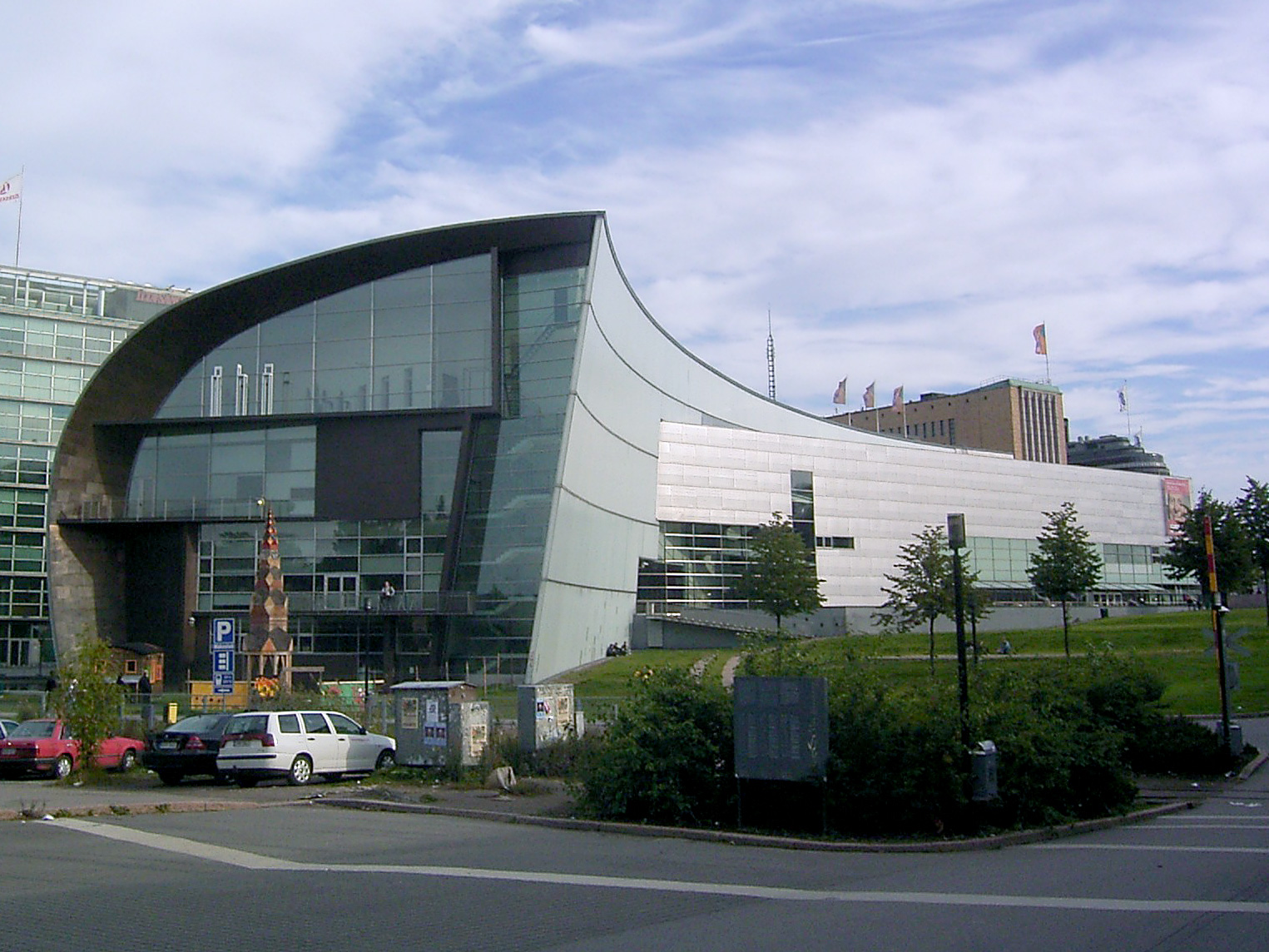
Le Musée d'Art contemporain Kiasma sur l'avenue Mannerheimintie à Helsinki.
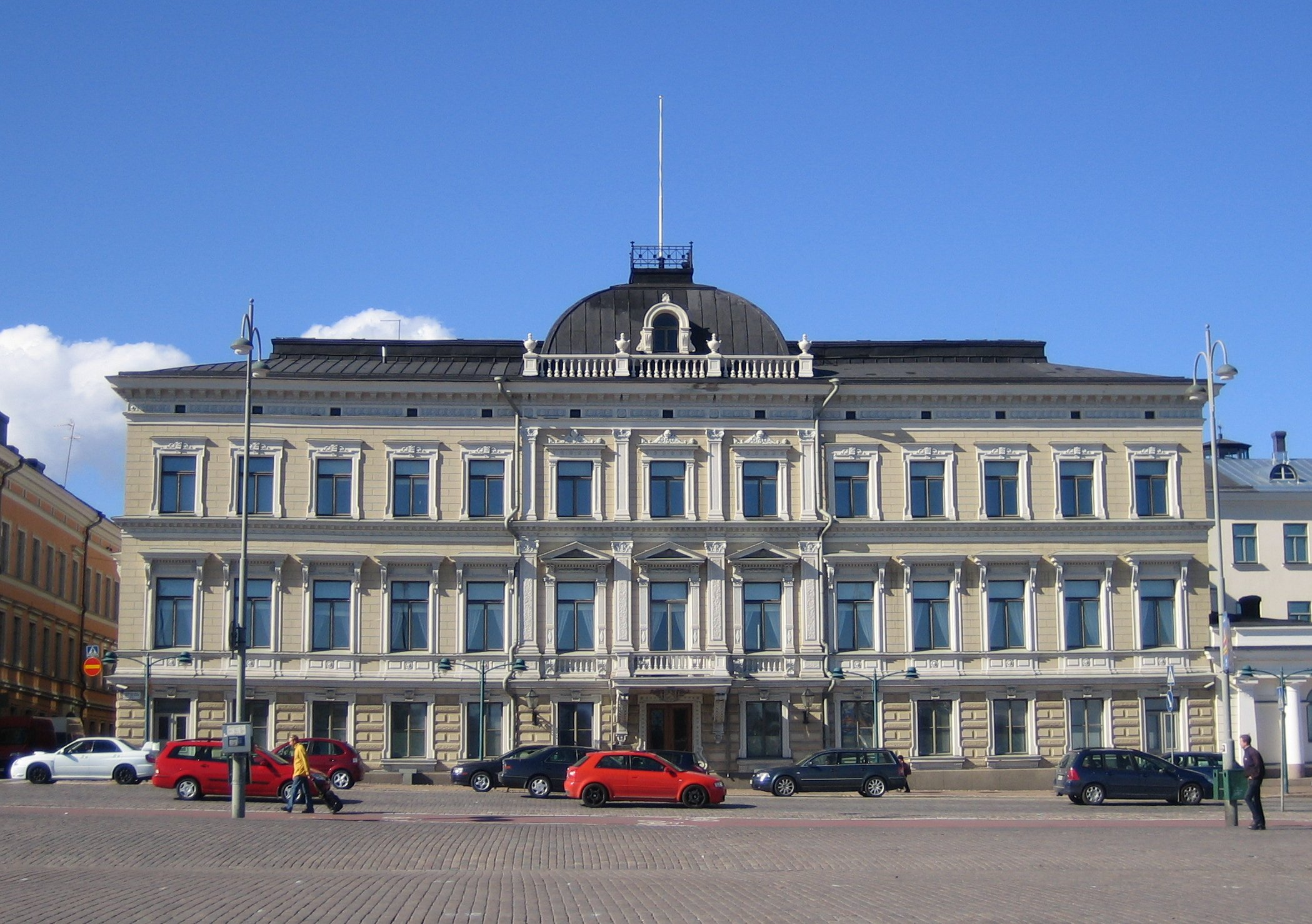
La Cour suprême de Finlande sur Pohjoisesplanadi.
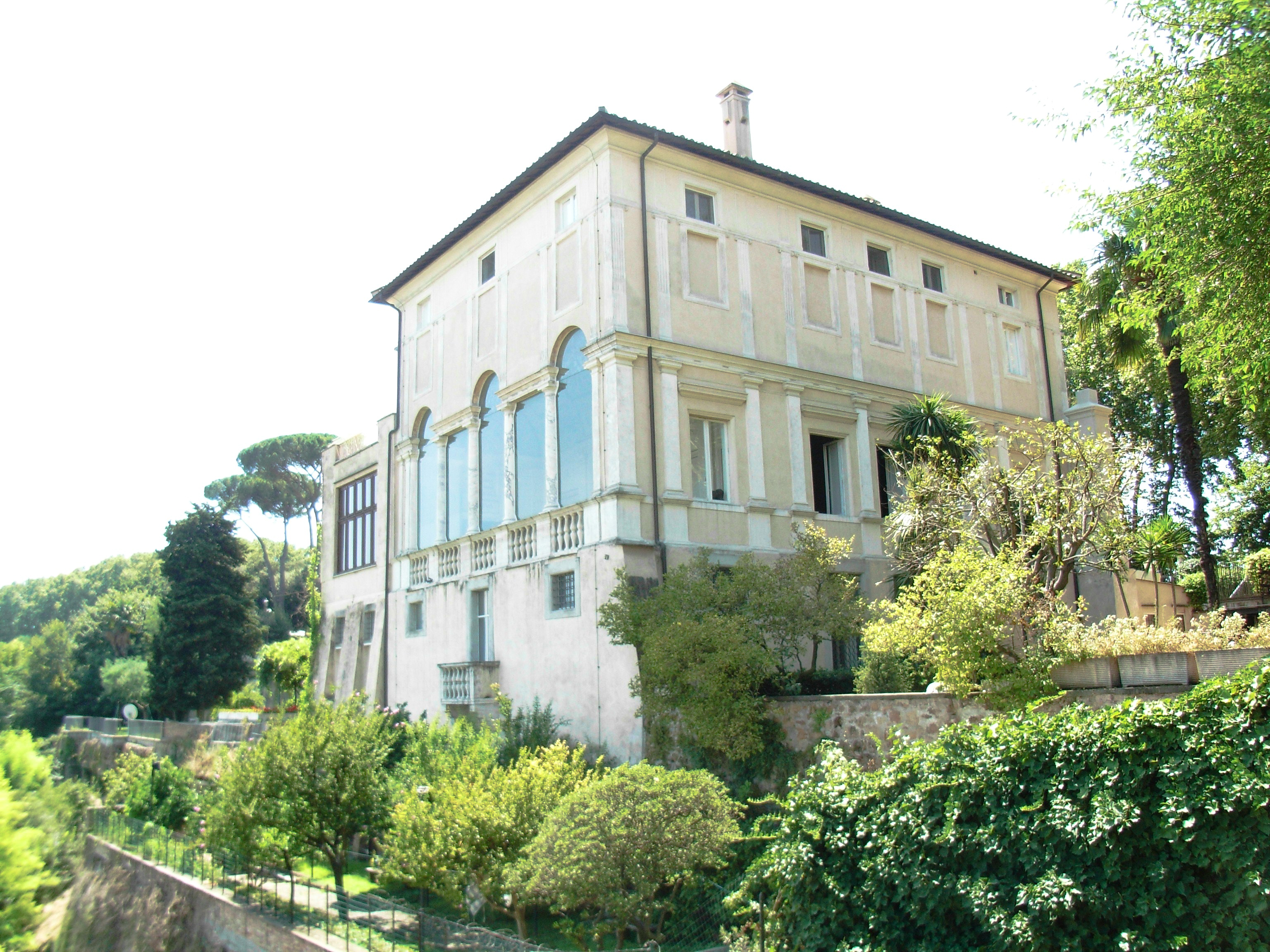
La Villa Lante al Gianicolo à Rome, en Italie.
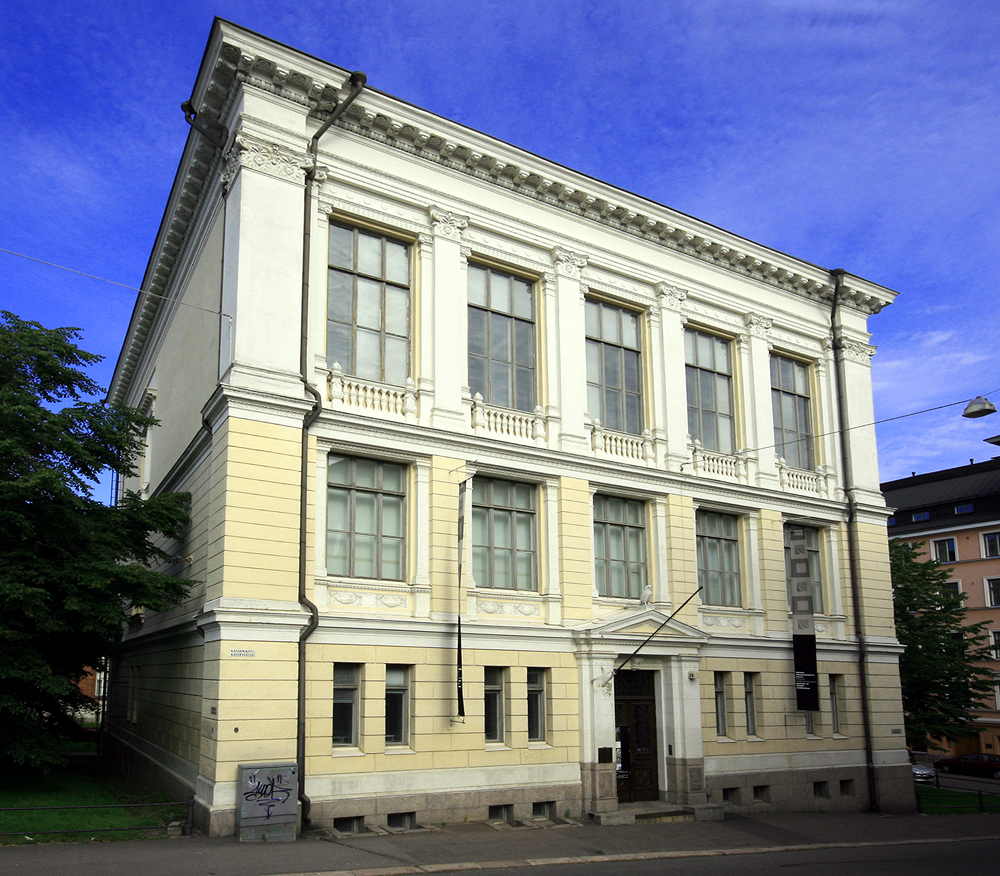
Le Musée de l'architecture finlandaise.
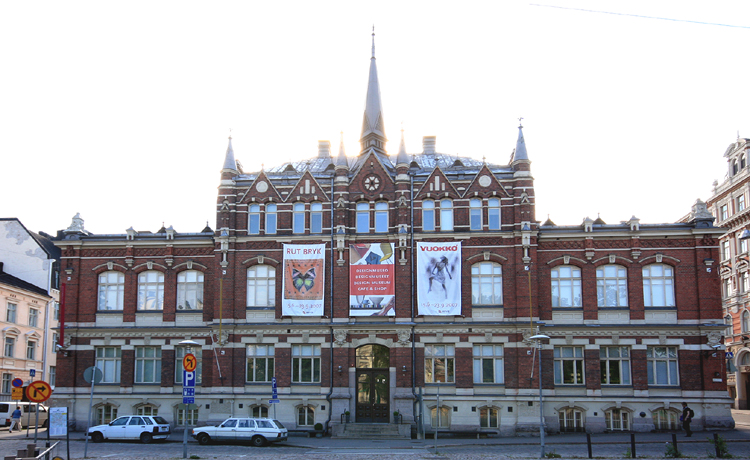
Le Musée du Design d'Helsinki.
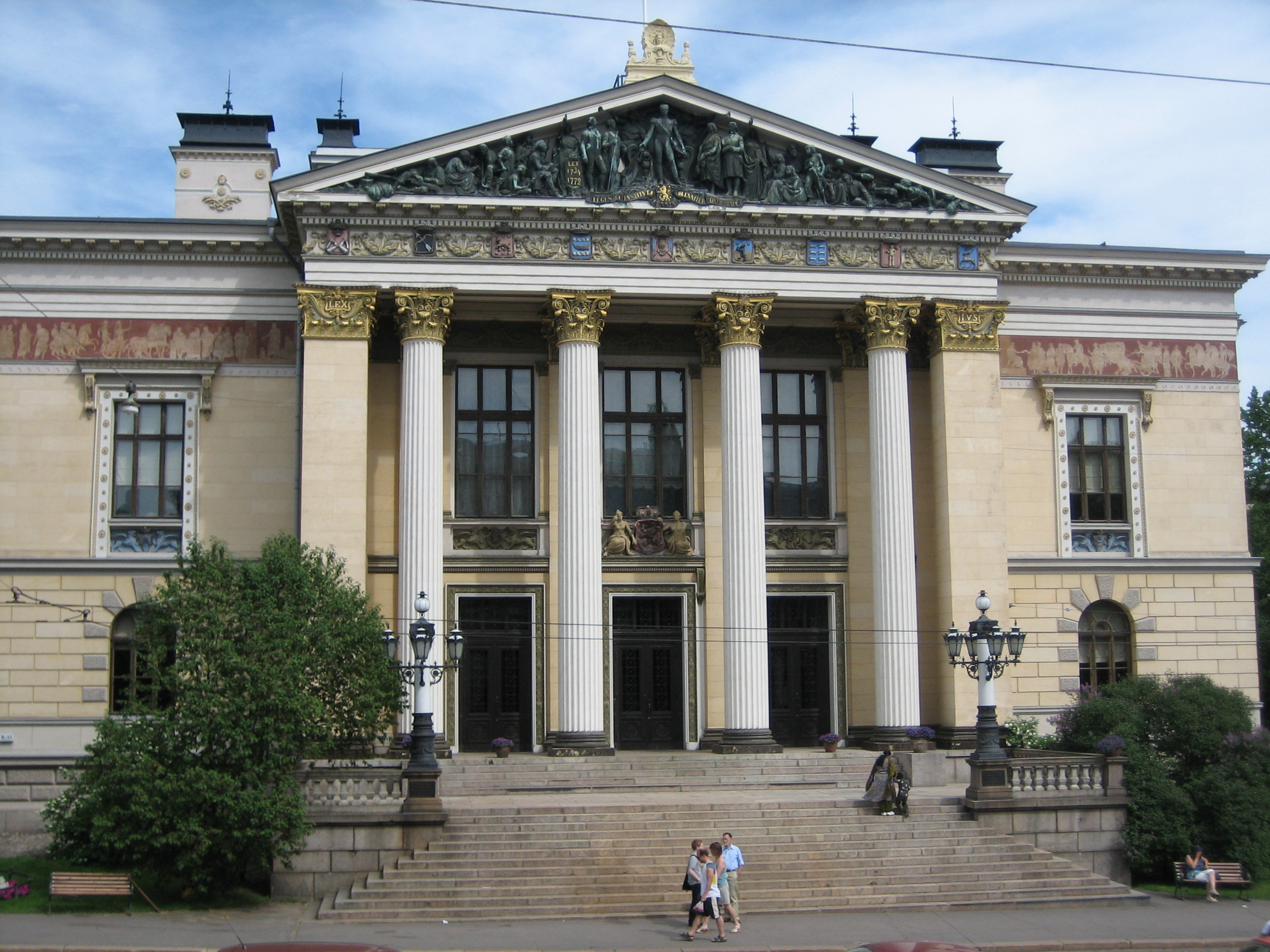
La Maison des États .
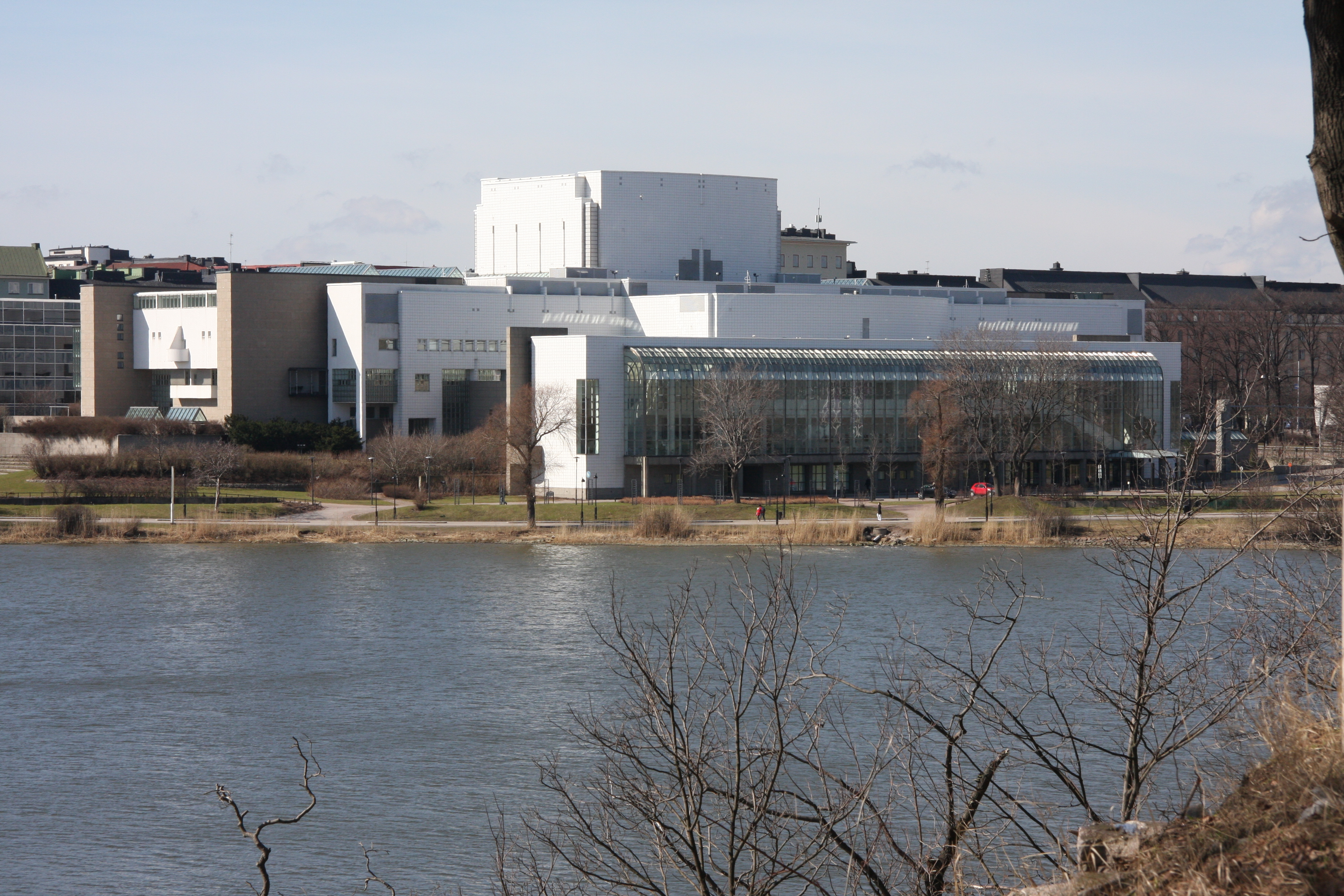
L'Opéra national de Finlande.
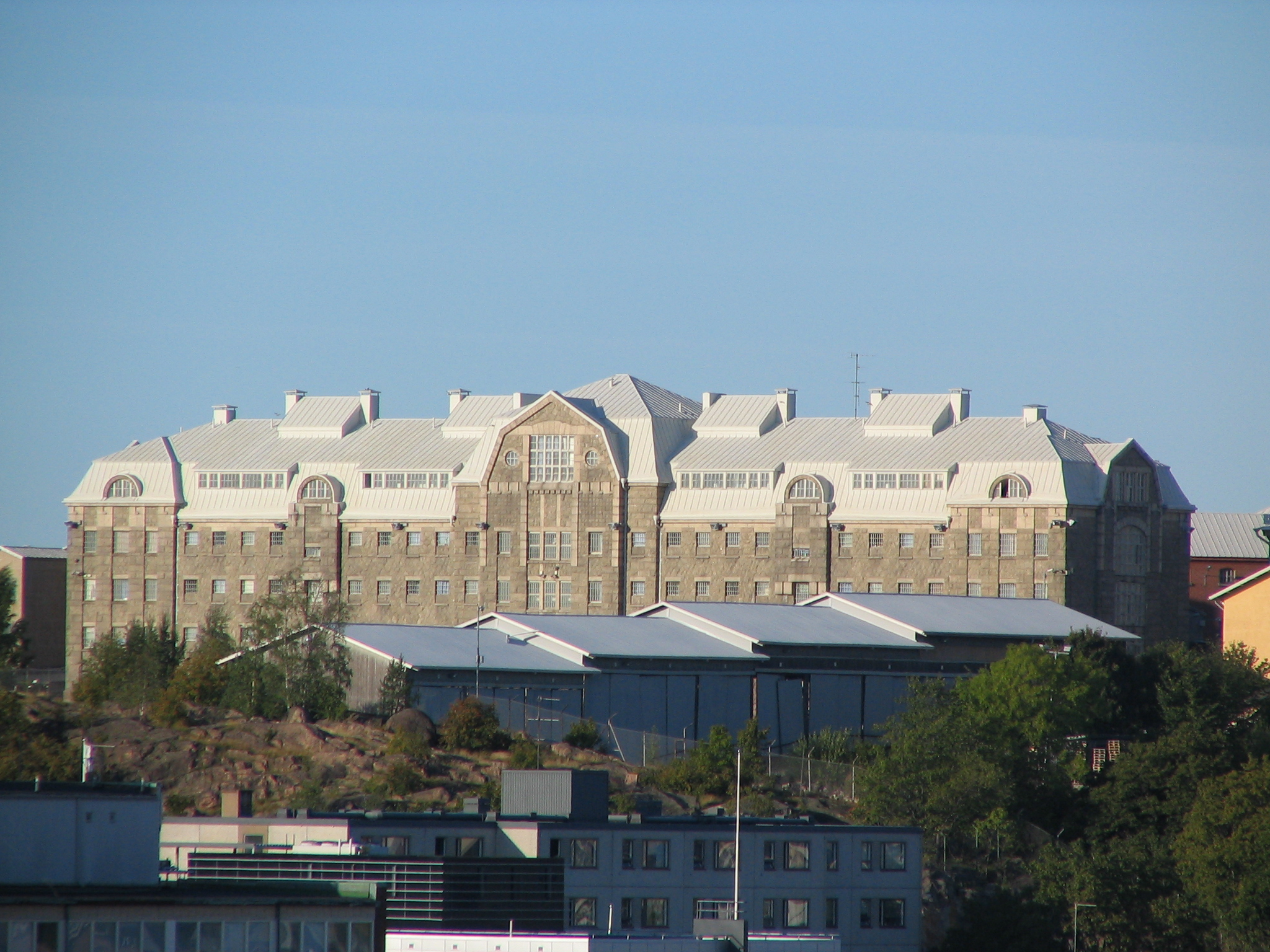
La Prison de Turku (fi).
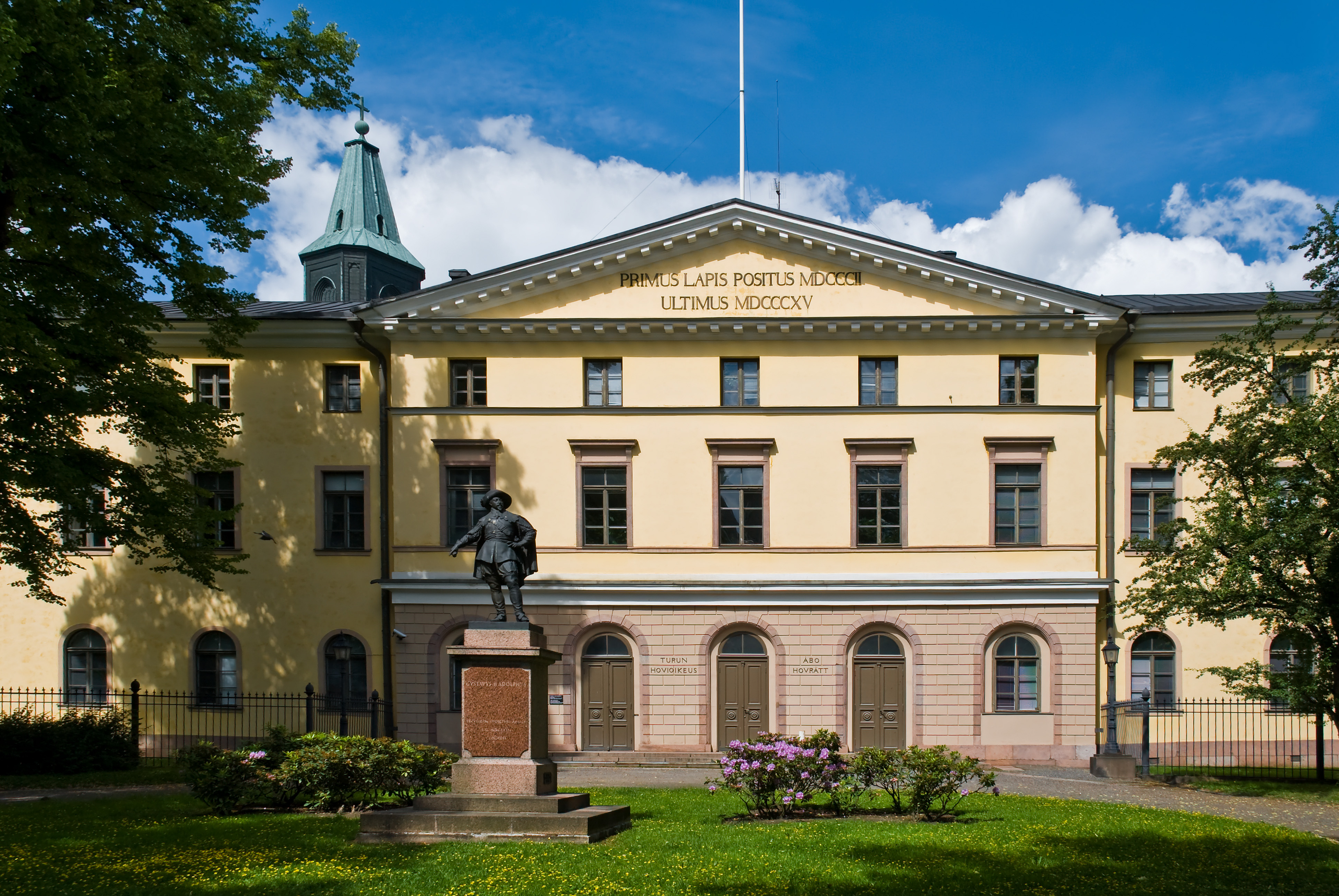
La Cour d'appel de Turku.
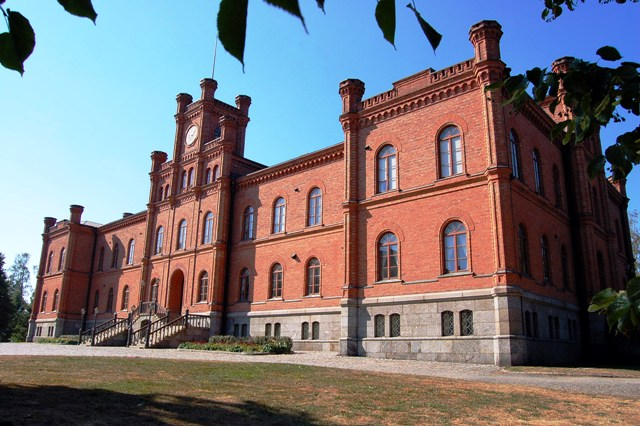
La Cour d'appel de Vaasa.